# Severin (ime)
Severin je moško osebno ime.

## Izvor imena
Ime Severin izhaja iz latinskega imena Severinus, ki je manjšalnica imena Severus. To ime pa razlagajo iz latinskega pridevnika severus v pomenu »resen, vesten, strog, osoren, kruz, strašen«. Severus je bilo tudi rimsko rodbinsko ime. Tako sta se imenovala dva rimska cesarja: Semtimij Severus in Aleksander Severus.

## Različice imena
- moški različici imena: Severij, Severino
- ženska različica imena: Severina

## Tujejezikovne različice imena
- pri Francozih: Séverin
- pri Nemcih: Severin
- pri Nizozemcih: Severinus
- pri Portugalcih: Severino

## Pogostost imena
Po podatkih Statističnega urada Republike Slovenije je bilo na dan 31. decembra 2007 v Sloveniji število moških oseb z imenom Severin: 162.

## Osebni praznik
V koledarju je ime Severin zapisano 8. januarja (Severin, opat in apostol Norika, † 8. jan. 482).